# Либерти (Тенеси)
Либерти (енгл. Liberty) град је у америчкој савезној држави Тенеси.

## Демографија
По попису из 2010. године број становника је 310, што је 57 (-15,5%) становника мање него 2000. године.
| Група             | 2000.       | 2010.       |
| Белци             | 357 (97,3%) | 306 (98,7%) |
| Афроамериканци    | 5 (1,4%)    | 0 (0,0%)    |
| Азијати           | 2 (0,5%)    | 0 (0,0%)    |
| Хиспаноамериканци | 3 (0,8%)    | 2 (0,6%)    |
| Укупно            | 367         | 310         |